# Phyllanthus gossweileri
Phyllanthus gossweileri là một loài thực vật có hoa trong họ Diệp hạ châu. Loài này được Hutch. miêu tả khoa học đầu tiên năm 1911.